# زلین زد-۷
زلین زد-۷ (به انگلیسی: Zlín_Z-XII) یک هواگرد ملخ‌پیشین تک‌موتوره از نوع ورزشی ساخت شرکت Zlín است. در مجموع، تعداد ۲۵۲–۲۵۹ فروند از این هواگرد ساخته شده‌است.